# Naraoia

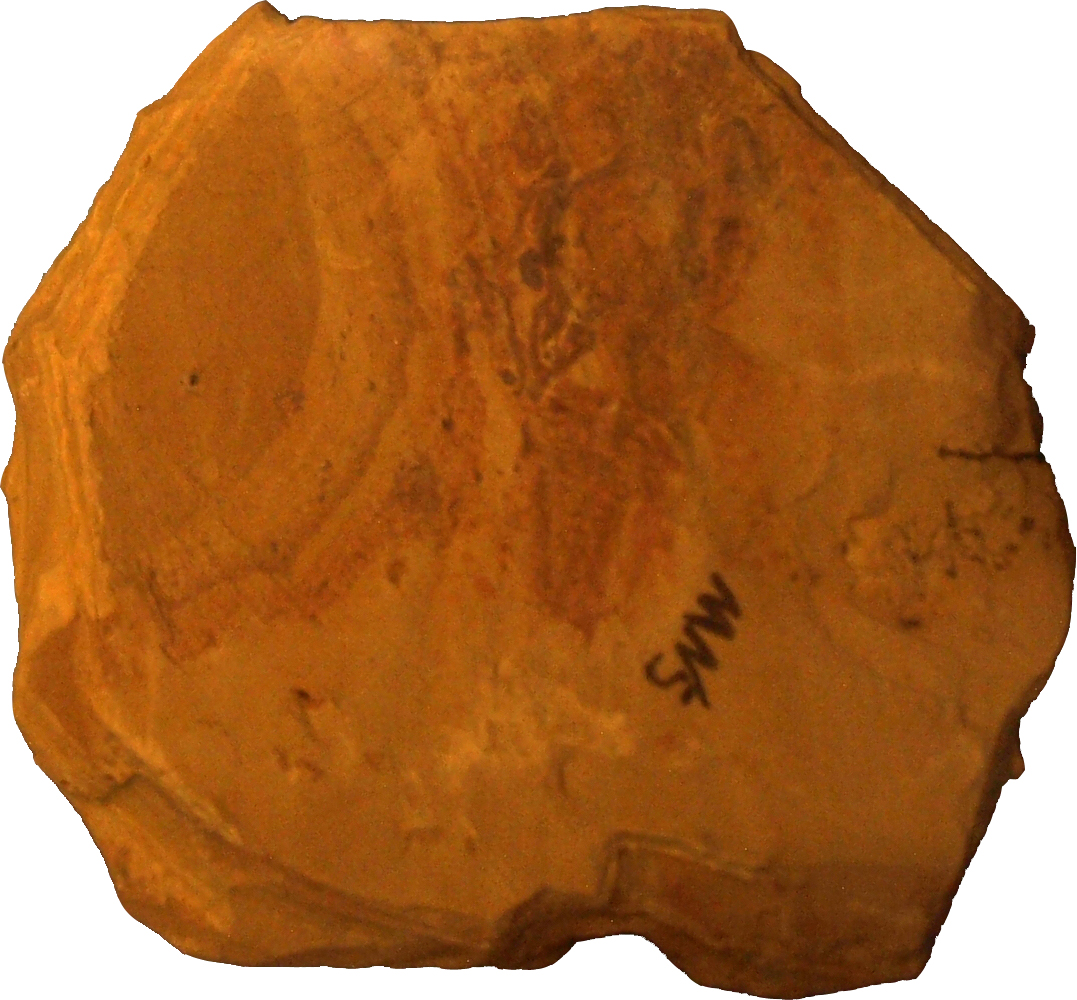
Un fòssil d'un espècimen de Naraoia walcott que es motstra al Museu paleozoològic de la Xina.

Naraoia és un gènere de trilòbit (o d'artòpode similar a un trilòbit) trobat als estrats del Cambrià dels esquists de Burgess i dels esquistos de Maotianshan. Eren animals aplanats i de forma oval. Tenien la closca sense calcificar i estava dividida en dues regions, una regió anterior més petita que cobria el cap i una secció més gran que cobria el cos. No s'insinuen lòbuls com els que tenen trilòbits vertaders. Sembla que totes les espècies eren cegues, no hi ha traces d'ulls.
Els fòssils de Naraoia fan entre 2 i 4 centímetres de longitud.